# Justus Molthan

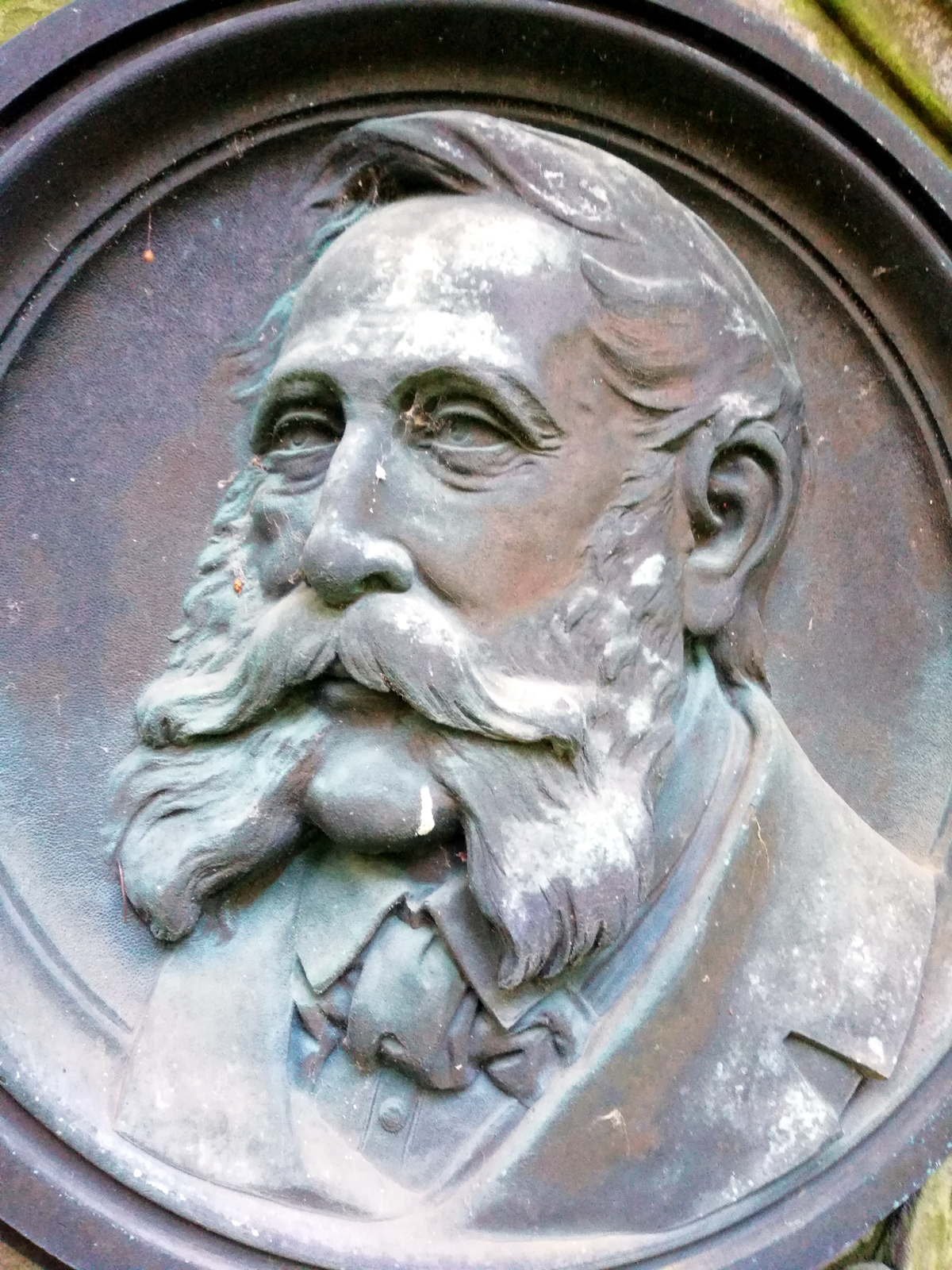
Porträtmedaillon Justus Molthan an dem 1885 von Carl Dopmeyer geschaffenen Grabmal auf dem Stadtfriedhof Engesohde in Hannover

Justus Molthan (mit vollem Namen Justus Heinrich Jakob Molthan und Justus Heinrich Jacob Molthan; * 14. April 1805 in Hannover; † 20. Januar 1885 ebenda) war ein deutscher Architekt, Lithograf, Autor und königlich hannoverscher bzw. preußischer Baubeamter. Er wirkte vor allem als Innenausstatter und Mitarbeiter u. a. von Georg Ludwig Friedrich Laves.

## Leben

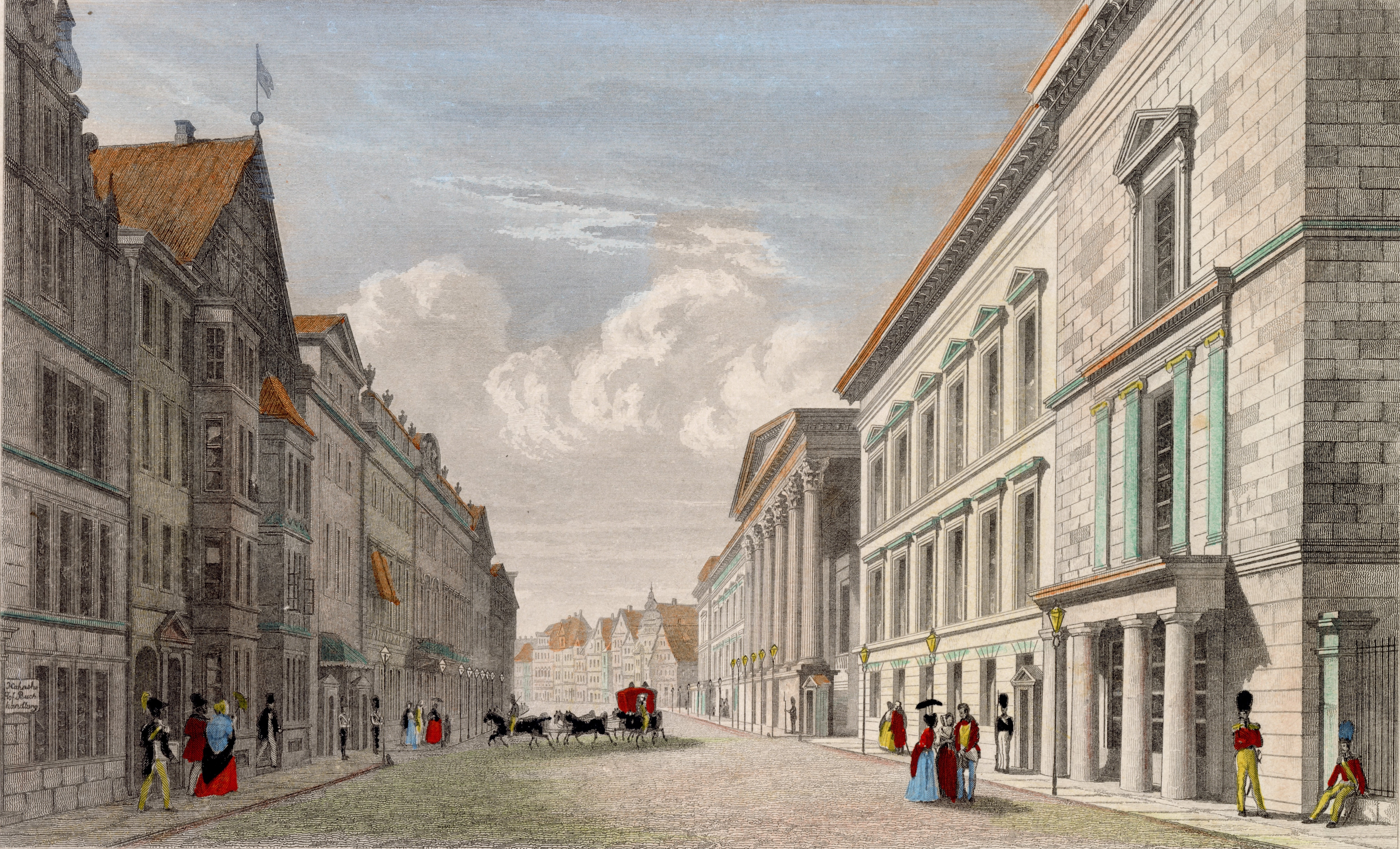
Das „neue“ Leineschloss (rechts) um 1843 nach der Umgestaltung durch Laves, ausgestattet von Molthan;
Stahlstich von Louis Hoffmeister nach Georg Osterwald, alt-koloriert

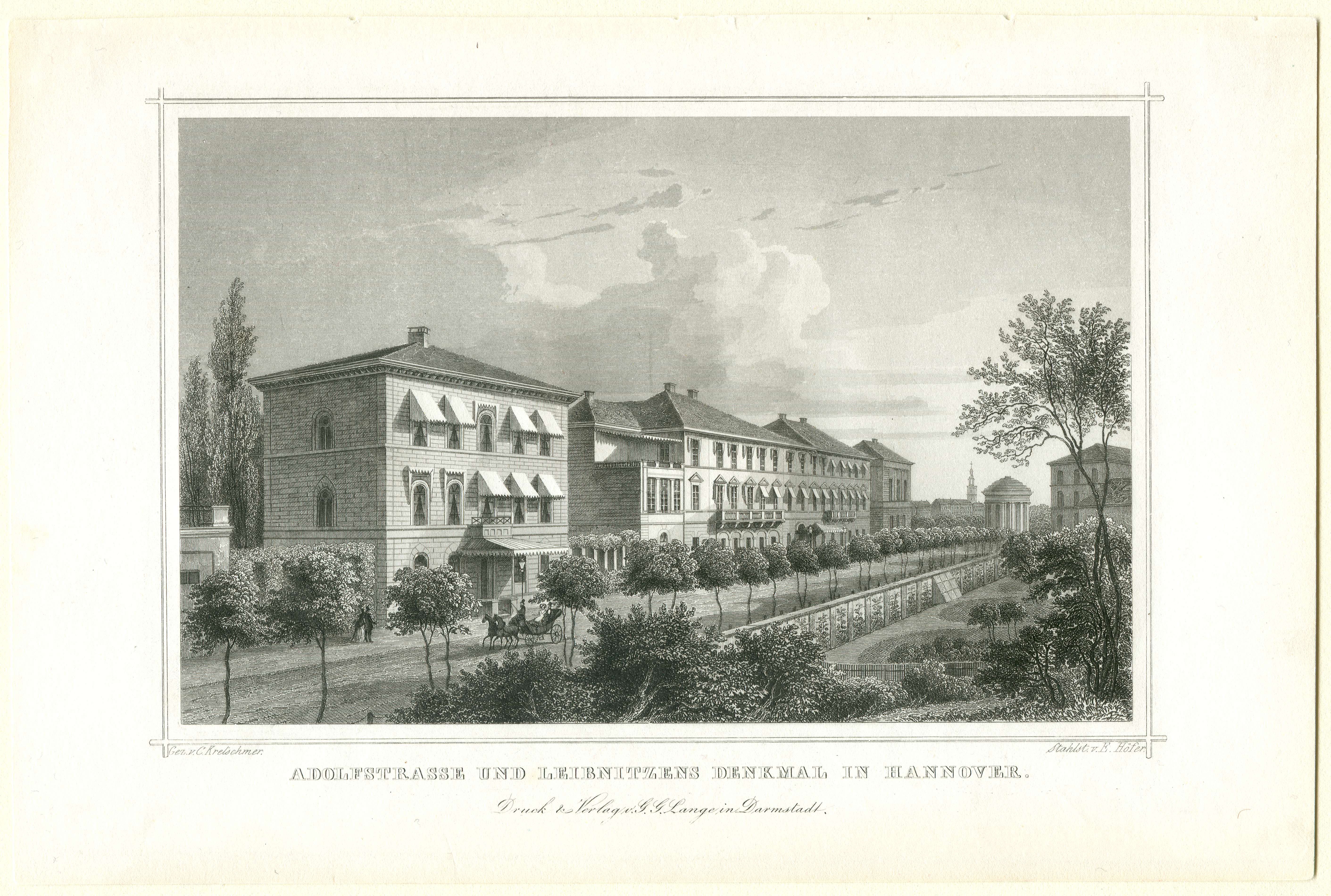
Das umgestaltete Ernst-August-Palais an der Adolfstraße;
Stahlstich von Emil Höfer nach Wilhelm Kretschmer, 1857

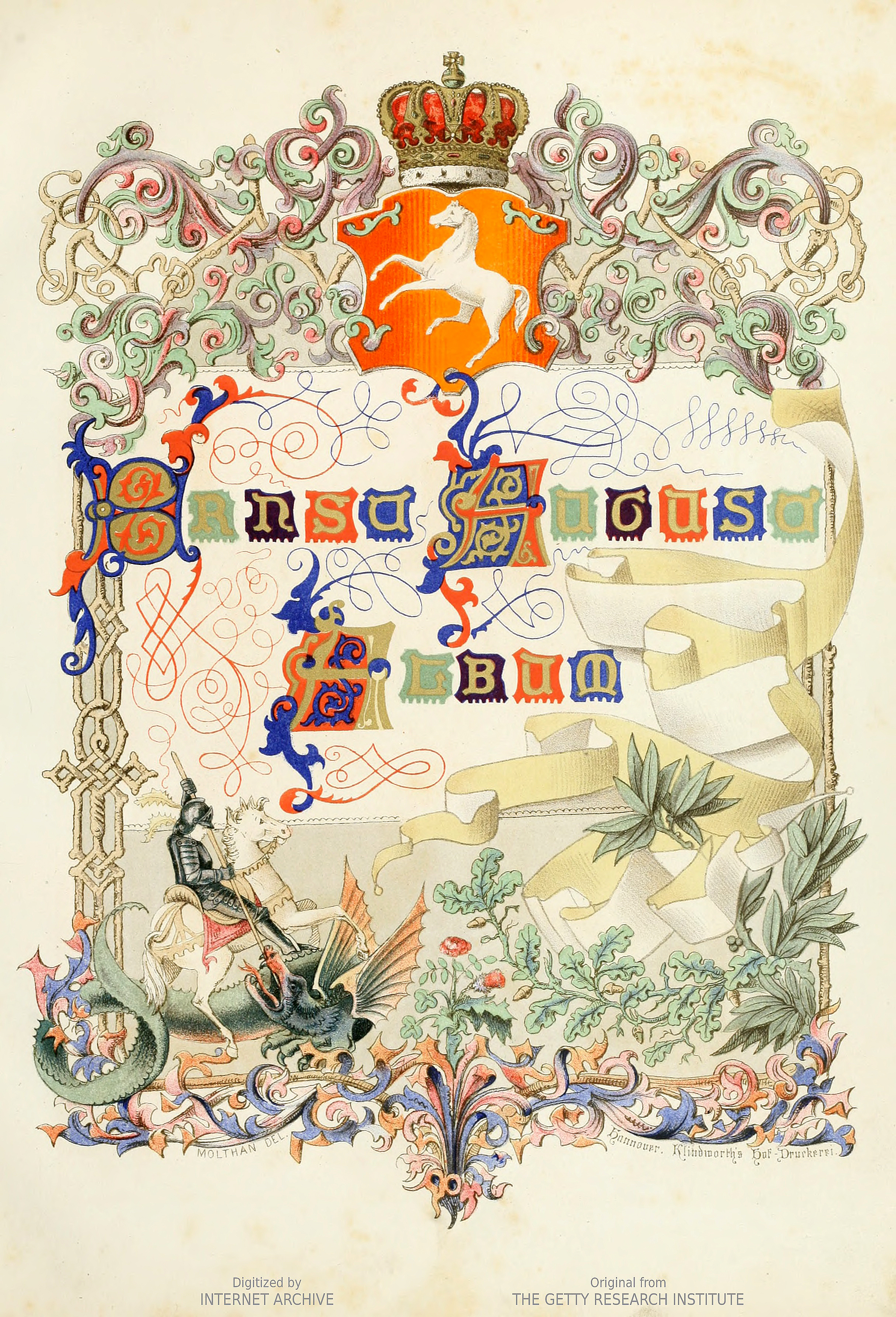
Von Molthan signierter „Haupttitel“ des Ernst August Albums zur Einweihung des Ernst-August-Denkmals 1861
Farblithografie der Klindworth's Hof-Druckerei

Justus Molthan war der Sohn des Hofvergolders und Bildhauers Johann Wilhelm Ludolph Molthan (1769–1824). Justus’ Schwester Marianne heiratete den Bildhauer Heinrich Ludwig August Hengst. Er absolvierte eine Ausbildung an der Navigationsschule Bremen.
Ab 1827 war er als Mitarbeiter von Laves, des seinerzeit führenden Architekten in Hannover und königlichen Hofbaurats, in der königlichen Hofbauverwaltung tätig. 1829 wurde Molthan zum Hofbaukondukteur ernannt. Seit 1830 oblag ihm die Ausstattung des Leineschlosses. Von 1834 bis 1835 erbaute er gemeinsam mit Ernst Ebeling ein Wohnhaus für Georg Friedrich Louis Stromeyer, das ein erstes Beispiel des Rundbogenstils in Hannover darstellte. Sein 1838 erbautes Grünwaldsches Reithaus trug eine Dachkonstruktion von Laves.
1843 unternahm Molthan eine Italienreise, um ab 1847 sowohl das Hoftheater als auch das Ernst-August-Palais als Wintersitz des Kronprinzen auszustatten. 1852 richtete er den Saal des Thalia-Vereins ein, 1865 mit neugotischen Elementen das Hoftheatermagazin in der Heinrichstraße. Ab 1867 war er im Rang eines Oberhofbaurats für die baulichen Angelegenheiten, Maschinen und Dekorationen des Königlichen Schauspiels zuständig.
Er entwarf zumeist Innenausstattungen und Möbel für höfische Bauten, überwiegend im Stil der Neorenaissance, besonders während des Umbaus des Leineschlosses ab 1830 und des Neubaus des königlichen Hoftheaters in Hannover ab 1847. Einige seiner Möbel und kunstgewerblichen Arbeiten finden sich heute im Herrenhausen-Museum sowie auf Schloss Marienburg in Pattensen / Nordstemmen.

## Ehrung
1954 wurde in der Calenberger Neustadt die Molthanstraße nach ihm benannt.

## Werke (Auswahl)

### Schriften (Auswahl)
- Verzeichniss Der Bildhauerwerke Und Gemälde Welche Sich In Den Königlich Hannoverschen Schlössern Und Gebäuden Befinden, Hannover: Friedrich Culemann, 1844; Digitalisat über Google-Bücher
- Ueber Förderung der Gewerbe durch die Kunst. In: Beiträge zur Förderung der Kunst in den Gewerken, Band 1. 1868, Heft 8, Sp. 157 ff.
- Zur Unterscheidung des Renaissance-Styles vom Barock- und dem Rococo- und Zopf-Style. In: Beiträge zur Förderung der Kunst in den Gewerken, Band 1. 1868, Heft 9, Sp. 173–198.

### Weitere Werke (Auswahl)
- Ritter-Saal im königlichen Schlosse zu Hannover. Restauriert im Jahre 1836. Laves inv.. Molthan del.. Giere lith., [Hannover], 1837; Digitalisat der Deutschen Fotothek
- Eduard Frederich, Justus Molthan: Beschreibung des Festcarroussels, welches zur Vorfeier des Allerhöchsten Geburtsfestes Ihrer Majestät der Königin Maria am 13. April 1853 im Königlichen Reithause zu Hannover stattfand, [Hannover]: Giere [u. a.], 1854
- Lithographien auf dem Buchtitel und im Innentitel des Ernst-August-Albums stammen von Molthan.[6]

## Nachlass
- Justus Molthans Nachlass wird im Stadtarchiv Hannover verwahrt.[7] Die Personalakte ist im Niedersächsischen Landesarchiv Hannover erhalten.[8]